# Advantest
Advantest (japanisch 株式会社アドバンテスト Kabushiki-gaisha Adobantesuto, englisch Advantest Corporation) ist ein börsennotierter japanischer Hersteller von sogenanntem Automatic Test Equipment. Dies umfasst Testgeräte und -systeme, die in der Halbleiterindustrie benötigt werden, um die gefertigten Produkte noch während der Herstellung auf ihre Funktionstüchtigkeit zu testen. Die Aktien des Unternehmens sind Bestandteil des japanischen Aktienindex Nikkei 225.
Advantest wurde unter der Firma Takeda riken kōgyō kabushiki-gaisha (タケダ理研工業株式会社 englisch Takeda Riken Industries) von Ikuo Takeda 1954 in Itabashi gegründet. Seit 1983 werden die Aktien des Unternehmens an der Tokioter Börse gehandelt. 1985 wurde der Name des Unternehmens zu Advantest umgeändert.
Im Juli 2011 übernahm Advantest den Wettbewerber Verigy.
Standorte in Deutschland existieren in München, Amerang, Böblingen, Dresden und Duisburg.